# Josef Redl der Jüngere

Josef Redl, Radierung von Franz Xaver Stöber nach einem Gemälde von Friedrich von Amerling, 1828

Josef Redl (* 24. Mai 1774 in Wien; † 4. Juli 1836 Wien) war ein österreichischer Maler.

## Leben
Josef Redl, Sohn des Landschaftsmalers Josef Redl des Älteren (1732–1807) war ab 1786 Schüler der k. k. Akademie der bildenden Künste, wo er bei Hubert Maurer sowie nach 1794 bei Johann Baptist von Lampi studierte. 1802 erhielt er einen Preis als Historienmaler. 1809 wurde er Korrektor für das Lehrfach Zeichnen nach Modell und nach den Antiken, ab 1820 Nachfolger Franz Caucigs (1755–1828) als Professor für Historienmalerei.
Friedrich von Amerling war an der Akademie einer seiner Schüler. Seine Werke, meistens Altarblätter weisen ihn als einen der letzten Klassizisten der Wiener Akademie aus.